# クリスティアン・カニオ
クリスティアン・カニオ（Cristián Eduardo Canío Manosalva、1981年5月31日 - ）は、チリ出身の元サッカー選手。現役時代のポジションはFW。

## 経歴
2008年、エベルトン・デ・ビニャ・デル・マールに30年以上遠ざかっていたリーグタイトルをもたらした。自身は17得点した。

## 所属クラブ
- 2003-2004  CDテムコ
- 2005-2006  ウニベルシダ・デ・チレ
- 2006  CDオヒギンス
- 2007  CFアトランテ
- 2007  CDコブレロア
- 2008  エベルトン・デ・ビニャ・デル・マール
- 2009  CAサン・マルティン
- 2009-2011  アウダックス・イタリアーノ
  - 2010 → CSDコロコロ（期限付き移籍）
- 2012  CDコブレロア
- 2013-2014  デポルテス・アントファガスタ
- 2014-2015  エベルトン・デ・ビニャ・デル・マール
- 2015-2018  CDテムコ
- 2019  コキンボ・ウニド
- 2020-2021  CDテムコ
- 2021  デポルテス・バルディビア

## タイトル
- エベルトン・デ・ビニャ・デル・マール
  - プリメーラ・ディビシオン 2008